# Поселковый совет
Поселко́вый сове́т (поссовет) — единица административного деления в некоторых государствах постсоветского пространства.
Как правило, в субъектах Российской Федерации поселковые советы включают один посёлок городского типа и административно подчинённый ему один или несколько населённых пунктов. В некоторых субъектах Российской Федерации (Республика Хакасия, Брянская область, Оренбургская область) статус поселкового совета тождественен статусу сельсовета. Реже поселковый совет может быть образован посёлком сельского типа.
Поселковые советы на Украине (укр. селищні ради) после административно-территориальной реформы больше не являются единицами административного деления, а являются лишь органами местного самоуправления поселковых общин.